# Base Aérea Teniente Benjamín Matienzo
A Base Aérea Teniente Benjamín Matienzo é uma estação antártida, administrada pela Força Aérea Argentina. É uma base temporária, aberta apenas nos meses de verão. A temperatura mediana anual no terreno é de -11,6 °C. A mais alta desde seu início (de medição) foi de 13.1 °C e a mais baixa registrou -44.4 °C.
A base foi fundada em 15 de março de 1961 como uma operação conjunta entre o Exército Argentino e a Força Aérea como a Base Conjunta Teniente Matienzo ("Base Associada Tenente Matienzo"), e em 15 de novembro de 1963 seu nome foi mudado para Destacamento Aeronáutico Teniente Matienzo ("Correio Aeronáutico Tenente Matienzo"), dependendo da Força Aérea apenas desta vez, e desde 1965 o nome foi mudado para o que ela é hoje. Foi fechada durante os anos 1972-1973 e reaberta em 8 de setembro de 1974, posteriormente fechou outra vez em 1984-1985, mudando seu status desde então para uma base não-permanente.